# Morrisiella indica
Morrisiella indica är en svampart som beskrevs av Saikia & A.K. Sarbhoy 1985. Morrisiella indica ingår i släktet Morrisiella och familjen Chaetosphaeriaceae.   Inga underarter finns listade i Catalogue of Life.